# دومیشوینا
دومیشوینا (به صربی: Domiševina) یک منطقهٔ مسکونی در صربستان است که در بروس واقع شده‌است. دومیشوینا ۱۰۴ نفر جمعیت دارد.